# 바위 위에 앉아 있는 양치기 소녀
《바위 위에 앉아 있는 양치기 소녀》(영어: Shepherdess Seated on a Rock) 또는 《뜨개질하는 소녀》(영어: The Knitter), 《뜨개질하는 양치기 소녀》(영어: Shepherdess Knitting)는 장프랑수아 밀레가 1856년에 그린 목판화이다. 현재 뉴욕의 메트로폴리탄 미술관에 전시되어 있다.
밀레는 사실주의를 강조한 바르비종파의 선구자였으며, 농부들의 풍경을 그린 작품과 풍경화 장르에 활기를 불어넣은 것으로 유명하다. 작품 속 양치기 소녀는 바르비종 등 프랑스 북중부 지역의 여성 농민들이 입었던 리넨 후드와 흰색 망토를 입고 있다.
메트로폴리탄 미술관에 소장중인 이 그림은 신시내티 미술관에도 동일한 다른 그림이 존재하는데 그 이유는 밀레가 제의를 받아 이 그림을 그리기 전에 이미 다른 사람에게 이 그림을 그려주기로 약속했기 때문이다. 이는 밀레가 유일하게 자신의 그림을 복제한 경우이다. 밀레는 뜨개질을 하고 있는 양치기 소녀를 묘사한 비슷한 그림들을 많이 그렸지만, 그 그림들은 복제품은 아니다.
밀레는 이 두 개의 동일한 그림을 그리기 전에 준비 도면을 그렸는데, 이 도면은 현재 스코틀랜드 국립 미술관에 소장되어 있다. 그 갤러리에 따르면 밀레의 양치기 소녀 그림은 큰 호평을 받았으며 빈센트 반 고흐가 자신의 작품에서 밀레에게 경의를 표할 정도로 많은 영감을 주었다고 한다.

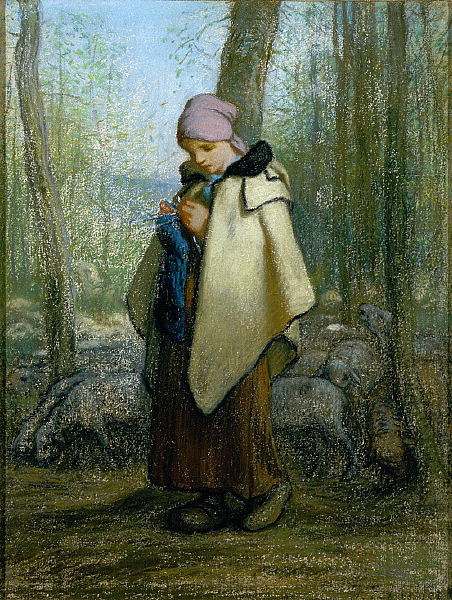
1856년~1857년경 밀레가 그린 《뜨개질하는 양치기 소녀》, 세인트 루이스 미술관 소장, 《바위 위에 앉아 있는 양치기 소녀》와 유사한 그림이지만 복제품이 아닌 서로 다른 작품이다.